# Rewolucja Obywatelska
Rewolucja Obywatelska (język włoski: Rivoluzione Civile, PC) – włoska lewicowa koalicja wyborcza założona przez znanego z walki z mafią prawnika Antonia Ingroia. Powstanie nowej koalicji ogłoszono 29 grudnia 2012 roku. 
W skład koalicji wchodzą:
- Włochy Wartości – centrowe ugrupowanie skupiające się na walce z korupcją
- Ruch Pomarańczowy
- Federacja Lewicy – eurokomunistyczna koalicja w skład której wchodzą Odrodzenie Komunistyczne, Partia Komunistów Włoskich oraz kilka mniejszych ugrupowań
- Federacja Zielonych – ugrupowanie reprezentujące nurt zielonej polityki